# Crazy Frog
Crazy Frog (en español Rana Loca o La Rana Loca) es un personaje usado en la mercadotecnia del tono de llamada basado en Crazy Frog: The Annoying Thing, una animación por computadora creada por el sueco Erik Wernquist.
Promocionado por la empresa de tonos de llamada Jamba!, la animación fue originalmente creada para acompañar un efecto de sonido producido por Daniel Malmedahl mientras intentaba imitar el sonido de un motor de dos tiempos de un ciclomotor.
Crazy Frog apareció en un sencillo que se convirtió en hit mundial con un remix de "Axel F", que alcanzó el puesto número uno en el Reino Unido, Australia, Nueva Zelanda y la mayoría de Europa. El siguiente álbum Crazy Frog Presents Crazy Hits y segundo sencillo "Popcorn" también consiguieron éxito en las listas mundiales, y la publicación de un segundo álbum titulado Crazy Frog Presents More Crazy Hits fue anunciado en 2006. Crazy Frog también ha aparecido en una gama de productos como juguetes y videojuegos, los cuales fueron muy populares en las Navidades de 2005.

## Descripción
El personaje de Crazy Frog es un anfibio antropomorfo y con una apariencia parecida a una rana. El personaje solo lleva un casco blanco de motocicleta con la correa desatada, una chaqueta de cuero, y gafas. Sus dedos del pie están unidos, y el iris del ojo izquierdo es significativamente más grande que el de la derecha. Le falta un diente de la parte superior derecha frontal. También tiene unos órganos genitales que pueden verse a simple vista.
En la animación original, el personaje imita los movimientos de mano requeridos para rotar los controles de cambio de marcha de una motocicleta mientras hace el sonido de una ignición del motor. A medido que el motor imaginario se enciende, el personaje comienza a levitar mientras los gases de combustión son liberados de su cuerpo. El personaje entonces desaparece en la distancia a gran velocidad.

## Historia

### Controversia
Broadcast Belgium Compacts S.A. tuvo que ser el pionero de los anuncios de Crazy Frog y Jamba!. Y la Rana fue emitida por primera vez en dos anuncios belgas de Ringtone Europe y Jamster België a mediados de 2001.
En 2004, los anuncios se emitieron por todo el mundo. Pero había un problema: en febrero de 2005, los telespectadores presentaron un número de quejas a la Advertising Standards Authority del Reino Unido respecto a la campaña de anuncios de Jamba!, quejándose de que Crazy Frog parecía tener órganos sexuales. Algunos padres se quejaron de que esto lo hacía inapropiado para ser visto por los niños, reclamando que el anuncio había provocado preguntas embarazosas. Esto fueron también quejas respecto a la frecuencia con que el anuncio aparecía en televisión, hasta dos veces en una hora durante la mayoría del día, con algunos canales mostrándolo más de una vez por corte publicitario.
La ASA no defendió las quejas, señalando que el anuncio ya estaba clasificado como inapropriado para estar en antena durante los programas de televisión para niños ya que contenía un número de teléfono de tasa premium, y además añadió que era la decisión de los emisores la frecuencia con que el anuncio debía ser mostrado. Sin embargo, Jamba! voluntariamente censuró el área genital del personaje en las siguientes emisiones de sus anuncios. La adjudicación completa (PDF) está disponible en línea. Algo similar ocurrió en Australia, con resultados similares. quejas desestimadas (PDF)
En abril de 2005, los telespectadores de televisión se quejaron sobre los anuncios engañosos producidos por Jamba!, operando como Jamster! y RingtoneKing. Los telespectadores sintieron que no estaba suficientemente claro que se estaban subscribiendo a un servicio, en vez de pagando una tarifa única por sus tonos de llamada. Las quejas fueron defendidas; La adjudicación completa (PDF) está disponible en línea. Cuesta £3 por semana subscribirse al servicio de Jamster!. Las quejas consistían principalmente en padres, que sentían que sus hijos habían sido engañados. Sentían que Jamster! estaba aprovechándose de sus hijos para poder hacer mayores beneficios.
En mayo de 2005, los telespectadores inundaron la ASA con nuevas quejas respecto la emisión continua de los últimos anuncios de Crazy Frog. La intensidad de los anuncios fue sin precedentes en la historia de la televisión británica. Según The Guardian, Jamster compró 73.716 spots por todos los canales de televisión sólo en mayo – una media de cerca de 2.378 spots diariamente – a un coste de unos £8 millones, justo por debajo de la mitad que fue gastado en ITV. El 87% de la población vio los anuncios de Crazy Frog una media de 26 veces, el 15% de los anuncios aparecieron dos veces durante el mismo corte publicitario y el 66% fueron en cortes publicitarios consecutivos. Una estimación del 10% de la población vio el anuncio más de 60 veces. Esto llevó a muchos miembros de la población a encontrar a Crazy Frog, inmensamente irritante. (fuente: Media Guardian, 20 de junio de 2005)
Como la autoridad ya había adjudicado en el asunto y confirmado el asunto no estaba entre su remite, el paso inusual de añadir una nota en su sistema en línea de quejas y telefónicas informando a los telespectadores que las quejas relacionadas con Jamster! debían ser dirigidas hacia el emisor o el regulador, Ofcom.
El 21 de septiembre de 2005, la ASA dictaminó que Crazy Frog, junto con otros anuncios de tonos de llamada de Jamba, debían ser mostrados después de las 9 p. m.. Esta adjudicación fue revisada el 25 de enero de 2006, manteniendo la decisión 'ratificada' pero revisando la formulación del texto en uno de los puntos.
En marzo de 2005, los vendedores de antivirus descubrieron el virus informático W32/Crog.worm (una contracción de Crazy Frog), que se propagaba a través de redes de compartición de archivos y MSN Messenger, aprovechándose de la notoriedad de Crazy Frog' con una promesa de una animación representando su desaparición.

### Historia musical
A principios de 2005, dos miembros del equipo de producción de música dance alemán Bass Bumpers fueron los encargados de grabar un sencillo dance basado alrededor del tono de llamada de Crazy Frog. Ellos produjeron "Axel F" (un remix de una canción de la banda sonora de Superdetective en Hollywood compuesta por Harold Faltermeyer en los años 1980), que fue publicada el 23 de mayo de 2005 y se convirtió en uno de los sencillos más exitosos del año 2005. "Axel F" debutó en el número uno en el Reino Unido, manteniéndose allí durante tres semanas y vendiendo más que el rival más cercano Coldplay por tres o cuatro copias a una. Un éxito similar tuvo lugar en Australia y muchas partes de Europa, y la canción permaneció en las listas durante muchos meses en varios países del mundo. Sin embargo la canción aparentemente falló en ponerse de moda en los Estados Unidos y Japón, donde alcanzó el número 50 y 48 respectivamente. El video musical "Axel F" fue producido por Kaktus Film y Erik Wernquist.
Popcorn (un remix de la original Popcorn) fue publicada el 22 de agosto y se estrenó con una interpretación coreografiada por animadoras en Top of the Pops. El sencillo alcanzó el puesto número 12 en el Reino Unido hasta que fue superado por el sencillo del rapero Tupac 'Ghetto Gospel'. También alcanzó el número 16 en Australia y el Top 20 en la mayoría de Europa, en muchos casos mientras "Axel F" estaba todavía en la lista. 
Montando sobre la popularidad de la publicación de estos sencillos iniciales, un álbum titulado Crazy Frog Presents Crazy Hits fue publicado el 25 de julio. Contenía varios remixes de la Rana de canciones existentes como "Pump Up the Jam" y el tema de la "Pantera rosa", así como varias pistas originales como "In the 80's" y "Dirty Frog". Alcanzó el número 5 in el Reino Unido, el número 8 en Australia y encabezó las listas en Nueva Zelanda. Sorprendentemente el álbum funcionó mucho mejor en los Estados Unidos que el sencillo "Axel F", alcanzando el número 19. 
Una edición especial de Navidad de Crazy Hits con numerosas pistas bonus con temática navideña fue publicado en noviembre, junto con la publicación de un sencillo con una doble cara A de "Jingle Bells/U Can't Touch This". El sencillo llegó al número 4 en Australia y el número 5 en el Reino Unido. 
En mayo de 2006 Crazy Frog contribuyó con dos pistas a un álbum británico de compilaciones titulado Football Crazy publicado para coincidir con el Mundial de Fútbol de 2006 - "Ole Ole Ole (Do the Froggy Wave)" y "Na Na Na, Hey Hey". Un segundo álbum titulado Crazy Frog Presents More Crazy Hits fue publicado en junio de 2006, continuando el estilo musical del primer disco con versiones de la Rana de canciones como "Ice Ice Baby", "I Will Survive" y "I'm Too Sexy". El primer sencillo publicado es "We Are the Champions (Ding a Dang Dong)", otra vez una pista orientada al Mundial de Fútbol quizá teniendo la inspiración de las anteriores canciones de Football Crazy.

### Publicaciones no oficiales
El 17 de febrero de 2005, un grupo de productores que se llamaban a ellos mismos Pondlife anunció la publicación de un sencillo no oficial presentando el sonido Crazy Frog titulado "Ring Ding Ding". Esta publicación estaba respaldada por los DJs Wes Butters, Trevor Jordan y Daryl Denham junto con el propietario del estudio Maurice Cheetham. 
El 19 de marzo de 2005, Pondlife hizo audiciones para encontrar un actor que interpretase a Crazy Frog en imagen real para protagonizar el video musical acompañante. "Ring Ding Ding" fue publicado el 6 de junio de 2005 y alcanzó el número 11 en la lista de sencillos del Reino Unido, dos semanas después de que la versión Axel F había estado en la lista. 
El sencillo anti-rana llamado "Kill The Frog" por Frog Must Die fue publicado en el Reino Unido el 20 de junio. Como la canción no apareció en el top 250 de la lista de sencillos del Reino Unido, no está claro si el sencillo fue postpuesto, o simplemente no vendió suficientes copias. Como el nombre indica, este CD propugnaba matar a Crazy Frog.
El 27 de junio de 2005, una canción dancehall reggae por L.O.C. muestreando el sonido Crazy Frog titulado "Ring Ding Ding (Frog)" fue publicado en el Reino Unido. Alcanzó el número 58 en la lista pop del Reino Unido, y mejor lugar en la lista de reggae.

## Otras encarnaciones
El 1 de julio de 2005, el distribuidor británico Digital Jesters anunció que habían adquirido los derechos de la licencia de videojuego para Crazy Frog. Crazy Frog Racer (featuring The Annoying Thing), publicado en diciembre de 2005, es un videojuego de carreras para PlayStation 2, Game Boy Advance, PC y Nintendo DS.
Una serie de mercancías de Crazy Frog fueron publicadas en el Reino Unido, bajo el nombre "The Annoying Thing" debido a las rectricciones de copyright y licencias. Estos artículos fueron muy vendidos en las Navidades de 2005, particularmente el peluche cantante "The Annoying Thing" que reproduce el tono de llamada cuando se le aprieta. Otros productos disponibles incluían juegos de mesa, muñequitos de mesa, llaveros, mochilas, ambientadores, etc.
La empresa de producción alemana The League of Good People está manteniendo charlas con emisores sobre una serie de televisión basada en Crazy Frog, y videoclips de Crazy Frog pueden verse en Cartoon Network.
Crazy Frog hizo un tour por Australia a finales de 2005, comenzando en Perth el 4 de diciembre y continuando a través de otras principales ciudades. Hizo aparición en numerosos centros comerciales y hospitales importantes alrededor del país.

## Discografía
Álbumes:
- Crazy Hits (2005)
- More Crazy Hits (2006)
- Everybody Dance Now (2009)

Sencillos:
- "Axel F" (2005)
- "Popcorn" (2005)
- "Jingle Bells" (2005)
- "We Are the Champions" (2006)
- "Last Christmas" (2006)
- "Crazy Frog in the House" (2007)
- "Daddy DJ" (2009)
- "Cha Cha Slide" (2009)
- "Safety Dance" (2010)
- "The Flash" (2019)
- "I Like To Move It" (2019)
- "Pinocchio" (2019)
- "Tricky" (2021)
- "A Ring Ding Ding Ding" (2022)
- "Funny Song" (2022)